# Абрикосівка (селище)
Абрико́сівка — селище в Україні, у Великокопанівській сільській громаді Херсонського району Херсонської області. Населення становить 1204 осіб. Селище перебуває під російською окупацією з початку повномасштабного російського вторгнення в Україну.

## Історія
Поселення засноване як хутір в 90-х роках ХІХ століття.
В 1929 році Херсонський консервний завод організував тут своє господарство, були посаджені абрикосові сади (звідси й пішла назва села). Село стали називати комбінатом, потім радгоспом ім. Фрунзе села Великі Копані.
24 вересня 1965 року відділок було виділено в окреме господарство — радгосп «Радужний», село стало називатися Абрикосівкою.

## Населення
Згідно з переписом УРСР 1989 року чисельність наявного населення селища становила 1254 особи, з яких 600 чоловіків та 654 жінки.
За переписом населення України 2001 року в селищі мешкали 1204 особи.
Мати-героїня:
1. Мальцева Світлана Ярославівна

### Мовний склад
Рідна мова населення за даними перепису 2001 року:
| Мова       | Чисельність, осіб | Доля     |
| ---------- | ----------------- | -------- |
| Українська | 1 057             | 87,79 %  |
| Російська  | 142               | 11,79 %  |
| Інше       | 5                 | 0,42 %   |
| Разом      | 1 204             | 100,00 % |

## Сучасне життя
В селі функціонують: загальноосвітня школа, дитячий садок, бібліотека, будинок культури, фельдшерсько-акушерський пункт.

## Відомі люди
- Кагальняк Назар Вікторович – ветеран АТО[4]